# Музей дизайну Vitra
Музей дизайну Vitra це всесвітньо відомий, приватний музей дизайну, який знаходиться у місті Вайль-на-Рейні, Німеччина.
Генеральний директор Vitra Рольф Фельбаум заснував музей в 1989 році як незалежний приватний фонд.

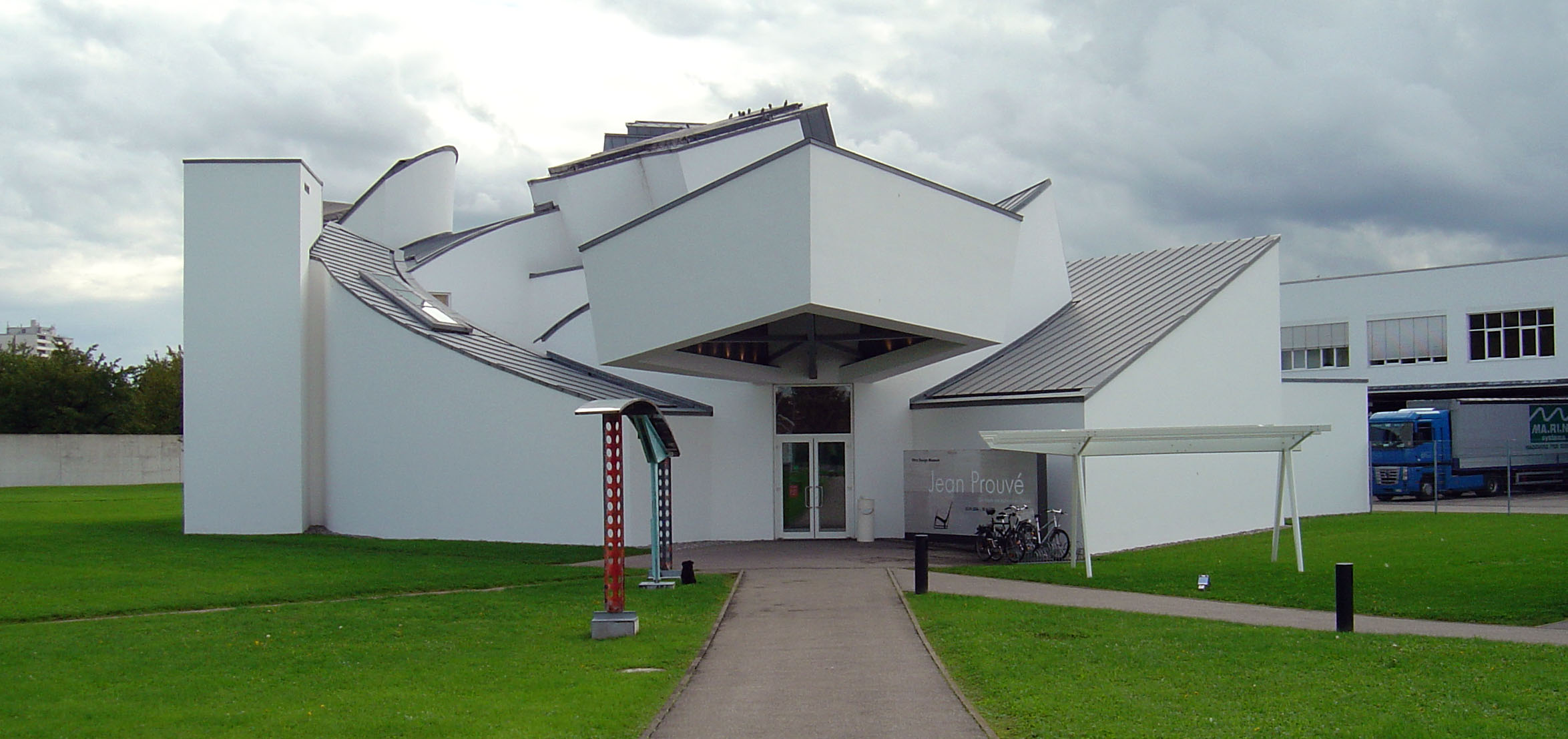
Музей Дизайну Vitra будівлі Френк О. Гери, вигляд спереду

## Колекції та заходи

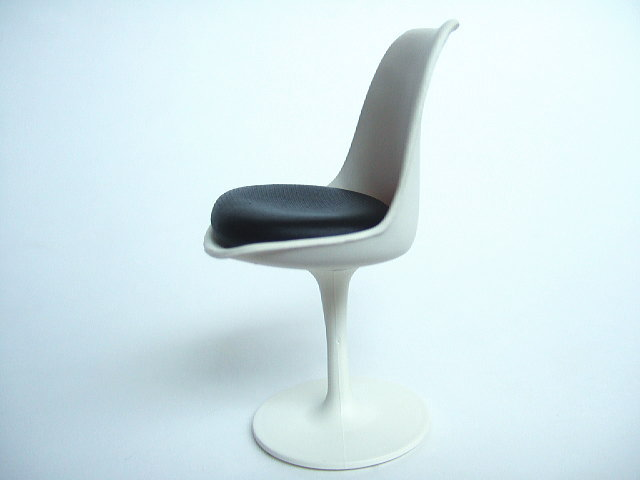
Tulip Ееро Саарінен крісло, одна з представлених в постійній колекції.

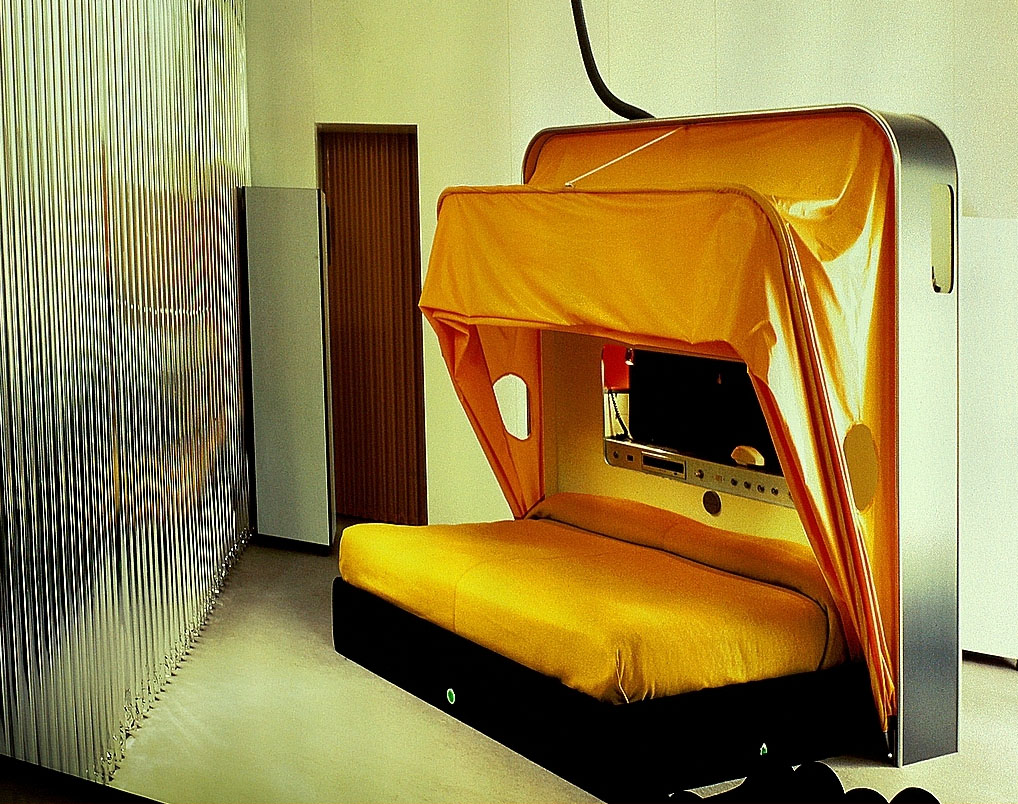
Кабріолет ліжко, з експозиції робіт Джо Чезаре Коломбо.

Колекція музею, фокусується на умеблюванні та дизайні інтер'єру, яка зосереджена навколо спадщини дизайнерів США Чарльза і Рея Еймс, а також численних робіт дизайнерів, таких як Джордж Нельсон, Алвар Аалто, Вернер Пантон, Дітер Рамс, Річард Гуттен і Міхаель Тоне. Це одна з найбільших світових колекцій сучасного дизайну меблів, у тому числі твори представників усіх основних епох і стилів з початку дев'ятнадцятого століття.
Ці роботи, з спочатку приватна колекція Рольфа Фельбаума, на даний час не мають постійної демонстрації, за винятком тільки показової добірки дизайнерських стільців, які можна побачити на пожежній станції Захі Хадід на території Vitra. Частина колекції є позичена в інші установи по всьому світу.
Крім того, музей створює студії , публікації та музейні вироби, а також має у розпорядженні архів, реставрацію, лабораторію збереження, та наукову бібліотеку. Також організовуються екскурсії приміщеннями Vitra,які є головними атракціями для тих, хто цікавиться сучасною архітектурою. Музей підготував подорожуючу виставку "Рудольф Штайнер - Алхімія повсякденності", Основна ретроспективна виставка в результаті своєї власної колекції і позикових експонатів, що збігається з сто й п'ятдесят річниця з дня народження її предмета.